# Ottilie Strobach

Ottilie Strobach

Ottilie Strobach  (* 5. März 1851 in Mährisch Schönberg; † 15. Februar 1931 ebenda) war eine deutschmährische Opernsängerin.

## Leben
Ottilie Strobach war die Ehefrau  von Karl Strobach senior. Sie war eine ausgebildete Opernsängerin (Sopranistin) und wirkte als Solistin und Chorleiterin. Als Präsidentin des Frauenchors von  Mährisch-Schönberg verfügte sie über hervorragende organisatorische Fähigkeiten.  Die Darbietungen  zeichneten sich durch ein reichhaltiges Repertoire und eine hohe künstlerische Qualität aus. In den Jahren 1889 und 1890 nahm  sie an den beiden großen Tourneen teil, die die Wiener Hofoper unter der Leitung seines  Direktors Wilhelm Jahn mit Stars der Wiener Opernszene nach Mährisch Schönberg führte. Im Jahre 1915 veröffentlichte sie eine Gedichtsammlung.

## Schriften
- Gedichte, ohne Verlag, Mährisch-Schönberg 1915/16